# Saint-Quentin-sur-Isère
Saint-Quentin-sur-Isère – miejscowość i gmina we Francji, w regionie Owernia-Rodan-Alpy, w departamencie Isère.
Według danych na rok 1990 gminę zamieszkiwało 1090 osób, a gęstość zaludnienia wynosiła 56 osób/km² (wśród 2880 gmin regionu Rodan-Alpy Saint-Quentin-sur-Isère plasuje się na 731. miejscu pod względem liczby ludności, natomiast pod względem powierzchni na miejscu 525.).
Przez gminę przepływa rzeka Isère. 